# Huayin
Huayin (en chino, 华阴; pinyin, Huáyīn, léase Jua-Yin) es un municipio  bajo la administración directa de la Prefectura Weinan en la Provincia de Shaanxi, República Popular China.  Su área es de 676 km² y su población total para 2010 superó los 258 mil habitantes. 

## Administración
Desde julio de 2020, el  Municipio Huayin se divide en 6 pueblos que se administran en 2 subdistritos y 4  poblados.